# Смоляри-2
Смоляри-2 — лісовий заказник місцевого значення. Об'єкт розташований на території Ковельського району Волинської області, на схід від с. Смолярі. 
Площа — 11 га, статус отриманий у 1991 році. Перебуває у користуванні ДП «Старовижівське ЛГ», Дубечнівське лісництво, квартал 79, виділ 3.

Охороняється ділянка високобонітетних насіннєвих дубово-сосново-березових лісових насаджень віком до 100 років висотою стовбурів 24 м., діаметром – 0,38 м. У підліску зростають крушина ламка, ліщина звичайна, а у тарв'яному покриві - орляк звичайний, підмаренник запашний, печіночниця звичайна, чорниця, брусниця. 
З представників тваринного світу у заказнику мешкають: лось, олень благородний, свиня дика, куниця лісова, вивірка звичайна, заєць сірий.

## Галерея

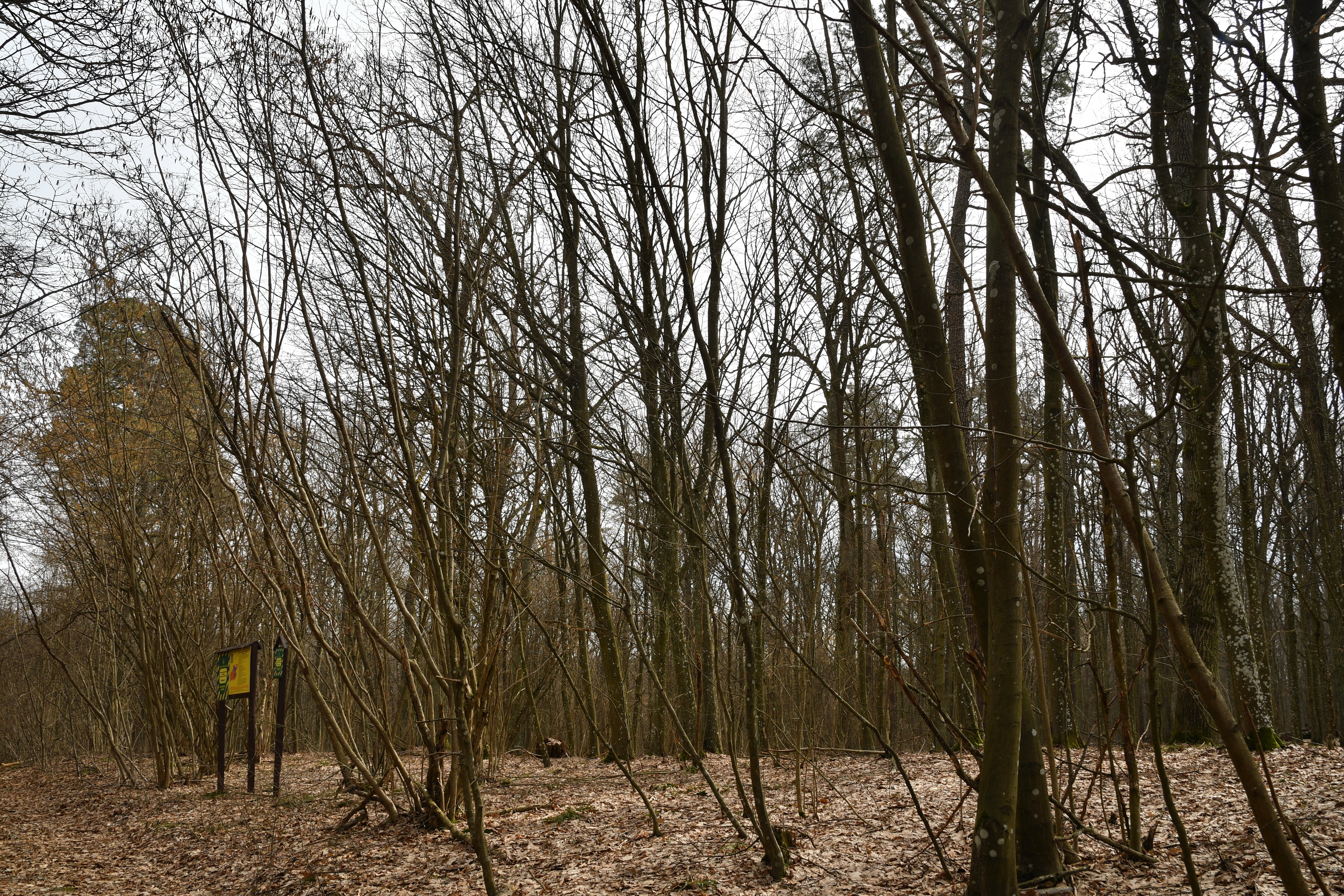
Вигляд з півночі
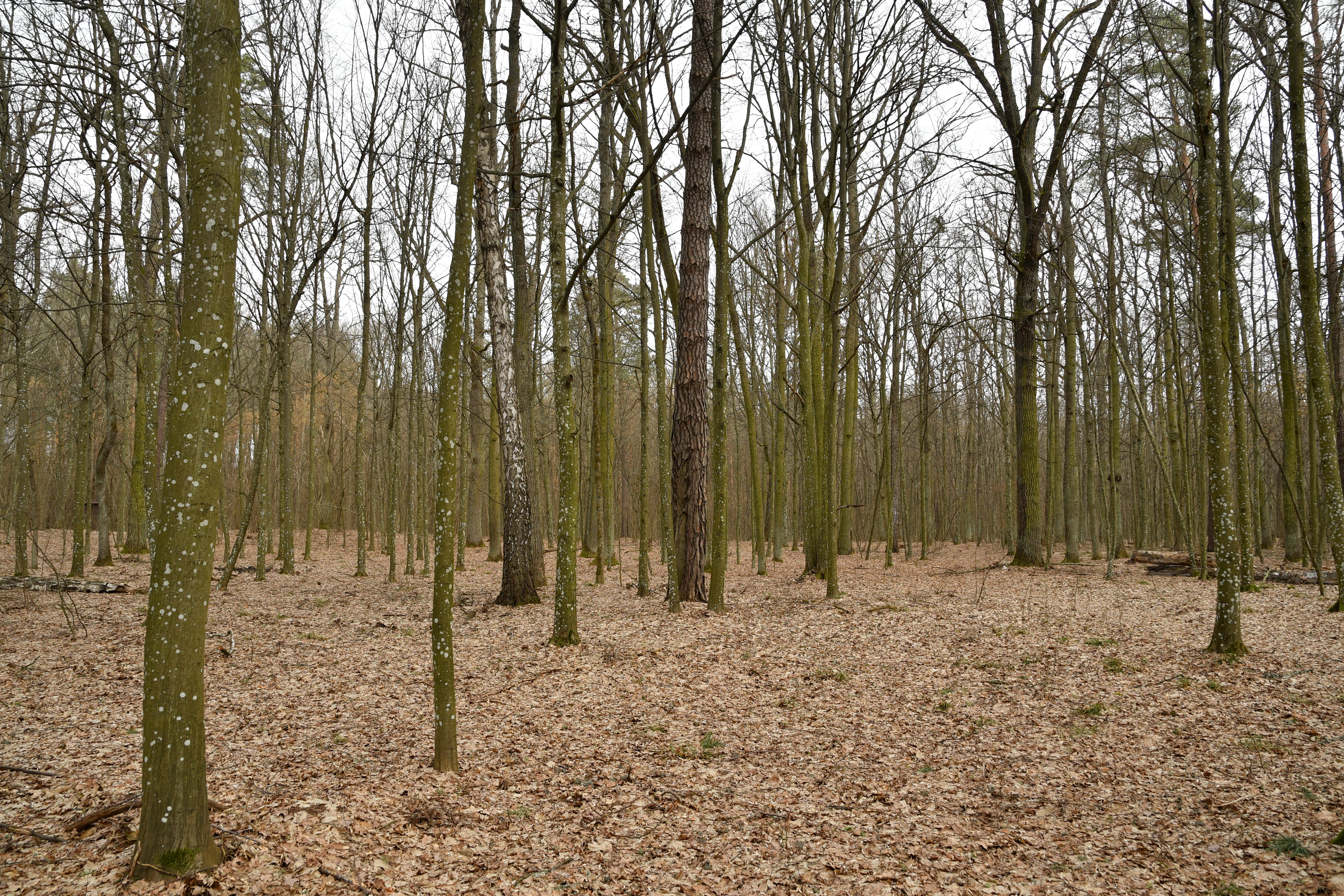
Вигляд центральної частини
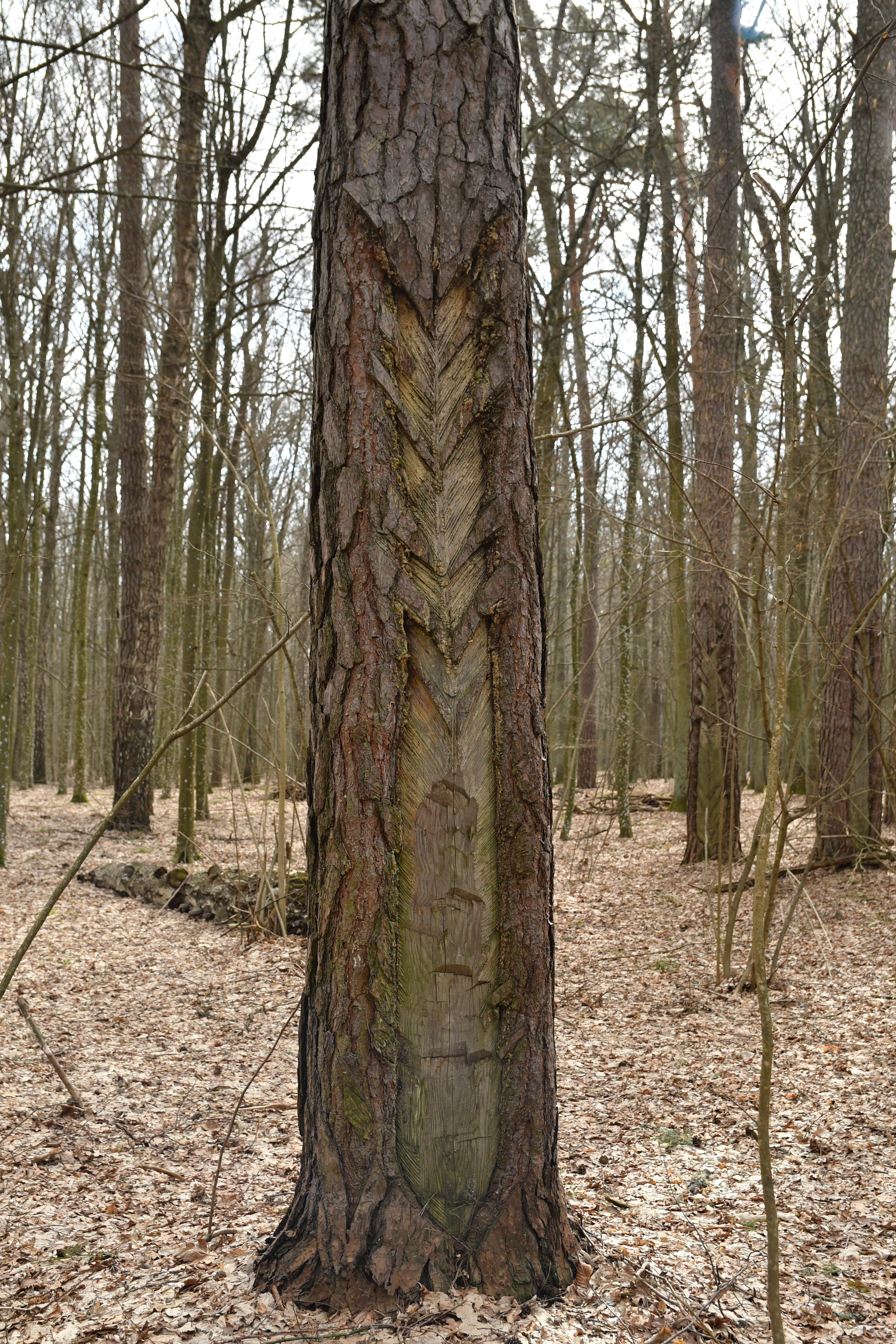
Сосна після збору смоли
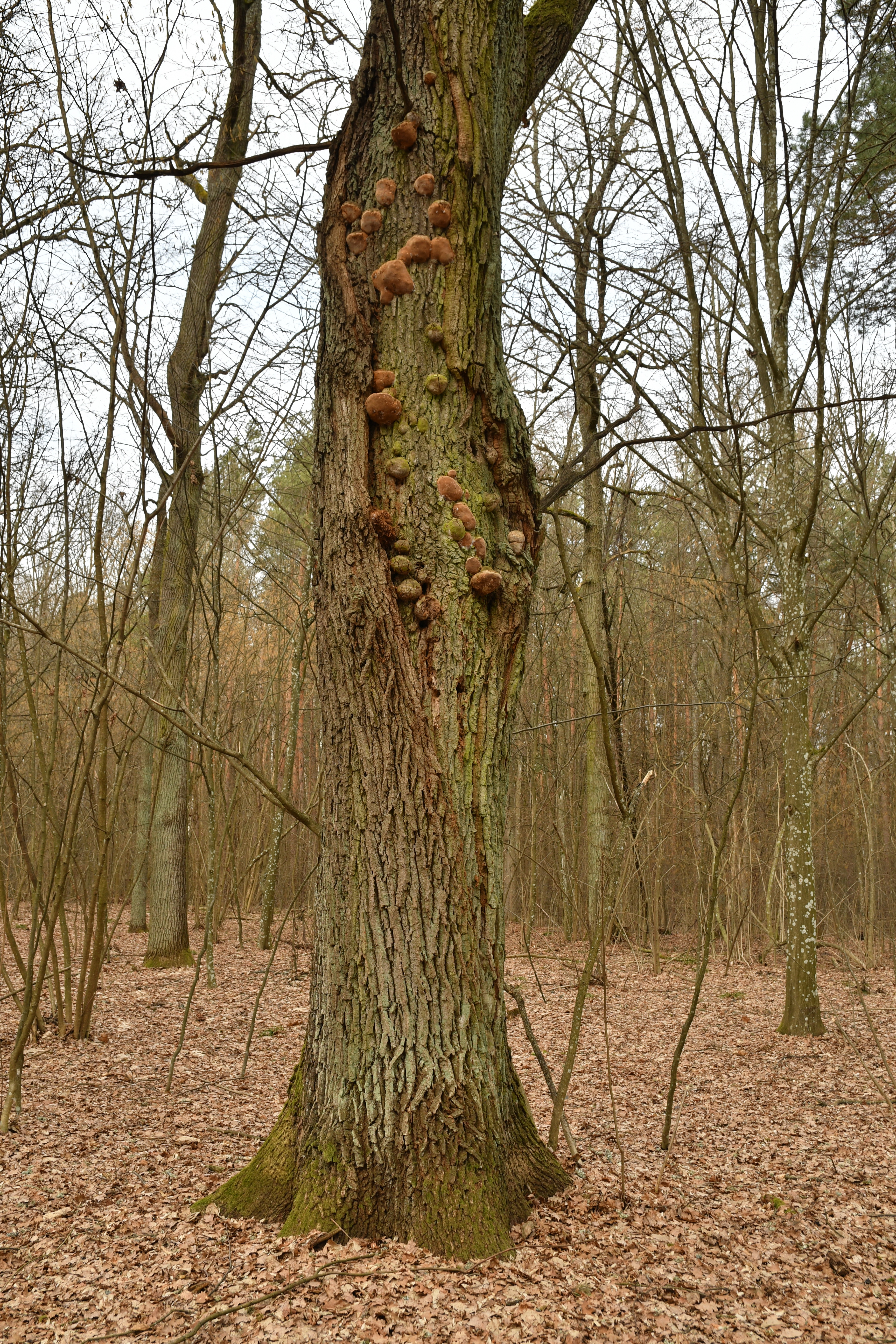
Дуб з трутовиками